# Хеед, Тим
Тим Хеед (швед. Tim Heed; род. 27 января 1991, Гётеборг) — шведский хоккеист, защитник швейцарского клуба «Амбри-Пиотта».

## Клубная карьера
Начал заниматься хоккеем в академии «Сёдертелье», изначально был нападающим, но в юниорском возрасте стал атакующим защитником. C 2005 по 2010 года выступал за молодёжные команды «Сёдертелье» различных возрастов. За основную команду «Сёдертелье» в шведской элитной серии Хеед дебютировал 25 сентября 2010 года в матче против «Тимро» (1:3). В сезоне 2010/11 выступал на правах аренды за «Векшё Лейкерс» во втором дивизионе Швеции, за который провёл 29 матчей и набрал 23 очка (3+20).
В 2011 году пополнил состав «Мальмё Редхокс», выступающем во втором дивизионе. В сезоне 2012/13 был снова арендован «Векшё Лейкерс», который уже выступал в высшем дивизионе Швеции и провёл за клуб 10 матчей. В этом же сезоне был арендован «Вестеросом», за который провёл 41 матч и набрал 15 очков (5+10) в высшем дивизионе.
В 2013 году перешёл в «Шеллефтео» на правах аренды. В сезоне 2013/14 вместе с командой выиграл чемпионат Швеции и после окончания сезона заключил полноценный контракт с «Шеллефтео». В сезоне 2014/15 Хеед получил награду «Защитник года». За три сезона в шведской хоккейной лиге провёл 159 матчей и набрал 86 (24+62) очков.
Поскольку его права в НХЛ не были сохранены за клубом «Анахайм Дакс», 24 мая 2016 года Хеед был подписан в качестве свободного агента в «Сан-Хосе Шаркс», заключив контракт на два года. В первом сезоне провёл за «Сан-Хосе» всего один матч в НХЛ, также провёл 70 матчей и набрал 6 очков (17+49) в АХЛ за фарм-клуб «Сан-Хосе Барракуда». Во втором сезоне провёл 29 матчей и набрал 11 (3+8) очков в НХЛ, а также 14 матчей и 8 (1+7) очков в АХЛ. В третьем и четвёртом сезоне играл исключительно в основной команде «Сан-Хосе» и провёл 78 матчей и набрал 18 очков (3+15). За «Сан-Хосе» защитник провёл четыре сезона, сыграв в Национальной хоккейной лиге в общей сложности 108 матчей, в которых набрал 29 (6+23) очков
20 августа 2020 года, в качестве свободного агента, подписал контракт с швейцарским «Лугано», выступающим в национальной лиге. В сезоне 2020/21 провёл 52 матча и набрал 34 очка (14+20). 6 мая 2021 года перешёл в московский «Спартак», выступающий в Континентальной хоккейной лиге заключив контракт на два года. В сезоне 2021/22 провёл 45 матчей и набрал 26 очков: забросил три шайбы и отдал 23 результативные передачи, в плей-офф на его счету пять игр. 20 июля 2022 года подписал двухлетний контракт с швейцарским клубом «Амбри-Пиотта».

## Достижения
Командные
Шеллефтео:
- Победитель Шведской хоккейной лиги: 2013/14

Индивидуальные
- Защитник года в Шведской хоккейной лиге: 2014/15
- Включение во вторую символическую сборную АХЛ: 2016/17

## Статистика
| 2009/10     | Сёдертелье         | ШЭС         | 27  | 1  | 9  | 10 | 2  | —  | — | —  | —  | — |
| 2010/11     | Сёдертелье         | ШЭС         | 12  | 1  | 0  | 1  | 0  | —  | — | —  | —  | — |
| 2010/11     | Векшё Лейкерс      | Аллсвенскан | 29  | 3  | 20 | 23 | 8  | —  | — | —  | —  | — |
| 2011/12     | Мальмё Редхокс     | Аллсвенскан | 47  | 4  | 26 | 30 | 10 | —  | — | —  | —  | — |
| 2012/13     | Векшё Лейкерс      | ШЭС         | 10  | 0  | 0  | 0  | 2  | —  | — | —  | —  | — |
| 2012/13     | Вестерос           | Аллсвенскан | 33  | 5  | 8  | 13 | 12 | —  | — | —  | —  | — |
| 2013/14     | Шеллефтео          | ШХЛ         | 40  | 1  | 4  | 5  | 2  | 2  | 0 | 0  | 0  | 0 |
| 2014/15     | Шеллефтео          | ШХЛ         | 50  | 10 | 27 | 37 | 10 | 15 | 2 | 9  | 11 | 0 |
| 2015/16     | Шеллефтео          | ШХЛ         | 52  | 8  | 15 | 23 | 2  | 16 | 3 | 6  | 9  | 4 |
| 2016/17     | Сан-Хосе Барракуда | АХЛ         | 55  | 14 | 42 | 56 | 12 | 15 | 3 | 7  | 10 | 6 |
| 2016/17     | Сан-Хосе Шаркс     | НХЛ         | 1   | 0  | 0  | 0  | 0  | —  | — | —  | —  | — |
| 2017/18     | Сан-Хосе Шаркс     | НХЛ         | 29  | 3  | 8  | 11 | 8  | —  | — | —  | —  | — |
| 2017/18     | Сан-Хосе Барракуда | АХЛ         | 10  | 1  | 4  | 5  | 6  | 4  | 0 | 3  | 3  | 4 |
| 2018/19     | Сан-Хосе Шаркс     | НХЛ         | 37  | 2  | 11 | 13 | 10 | 3  | 0 | 0  | 0  | 0 |
| 2019/20     | Сан-Хосе Шаркс     | НХЛ         | 38  | 1  | 4  | 5  | 2  | —  | — | —  | —  | — |
| 2020/21     | Лугано             | ШНЛ         | 47  | 14 | 20 | 34 | 10 | 5  | 0 | 0  | 0  | 0 |
| 2021/22     | Спартак (Москва)   | КХЛ         | 45  | 3  | 23 | 26 | 8  | 5  | 0 | 0  | 0  | 4 |
| Всего в ШХЛ | Всего в ШХЛ        | Всего в ШХЛ | 191 | 21 | 55 | 76 | 18 | 33 | 5 | 15 | 20 | 4 |
| Всего в НХЛ | Всего в НХЛ        | Всего в НХЛ | 105 | 6  | 23 | 29 | 20 | 3  | 0 | 0  | 0  | 0 |